# Lisa Endesfelder
Lisa Endesfelder († nach 1952) war eine ostdeutsche Leichtathletin. Sie wurde ab 1950 nicht mehr zu Frauenwettkämpfen zugelassen, nachdem ihre Intergeschlechtlichkeit festgestellt worden war.

## Sportliche Karriere
Lisa Endesfelder startete für die SG Burkhardtsdorf. Sie  wurde mehrfache Ostzonenmeisterin und Sächsische Meisterin in der Leichtathletik.
- 1948 Ostzonenmeisterschaften
  - 100 Meter Siegerin
  - Weitsprung Zweite
  - 80 Meter Hürden Dritte

- 1949 Sächsische Meisterschaften, vier Titel, darunter 200 Meter[2]
- 1949 Ostzonenmeisterschaften
  - 100 Meter Siegerin
  - 200 Meter Siegerin
  - Weitsprung Siegerin
  - 80 Meter Hürden Zweite

Sie gehörte damit zu den leistungsstärksten Leichtathletinnen in der Sowjetischen Besatzungszone.
Bei medizinischen Untersuchungen in Budapest vor den Wettkämpfen zu den Weltjugendspielen im August 1949 wurde ihre Intergeschlechtlichkeit festgestellt, die vorher offiziell nicht bekannt war. Danach wurde sie für die Wettbewerbe gesperrt und durfte auch nicht mehr in der DDR starten. Alle ihre Titel wurden ihr rückwirkend aberkannt. Sie erscheinen seitdem nur noch in den Fußnoten der Ergebnisse der Wettkämpfe.
Auch ihre Schwester Erna, die bei den Ostzonenmeisterschaften 1948 und 1949 drei Medaillen gewonnen hatte, wurde lebenslang  gesperrt und alle Platzierungen aberkannt (möglicherweise wegen Mitwisserschaft).